# Локодень
Локодень, Локодені (рум. Locodeni) — село у повіті Харгіта в Румунії. Входить до складу комуни Мертініш.
Село розташоване на відстані 208 км на північ від Бухареста, 37 км на захід від М'єркуря-Чука, 147 км на південний схід від Клуж-Напоки, 67 км на північ від Брашова.

## Населення
За даними перепису населення 2002 року у селі проживала 81 особа, з них 79 осіб (97,5%) угорців. Рідною мовою 79 осіб (97,5%) назвали угорську.